# Prince Sports
Prince Sports, Inc. es un fabricante de artículos de tenis, bádminton y squash con sede en la ciudad estadounidense de Bordentown (Nueva Jersey).
Entre sus marcas se incluyen Prince (tenis, squash y bádminton), Ektelon (racquetball) y Viking (platform/paddle tennis). La compañía produjo las primeras raquetas de tamaño superior y de forma alargada y la primera máquina electrónica lanzapelotas [cita requerida]. Prince comercializa diversas tecnologías relacionadas con las raquetas (O3), cuerdas (Recoil), footwear (Precision Tube Technology) y accesorios (Aerotech).
La compañía fue fundada en 1970 por Robert H. McClure, natural de Princeton, Nueva Jersey, (de ahí el nombre de la compañía) como fabricante de máquinas lanzapelotas para pasar más tarde a la fabricación de raquetas. Howard Head, fundador de la empresa de artículos de esquí Head, recibió lecciones de tenis cuando se jubiló (su compañía la vendió a AMF en 1969). Utilizó una de las máquinas lanzapelotas de Prince, pero se frustró por la lentitud con la que mejoró su tenis. Head se unió a la compañía a comienzos de los años 1970 y desarrolló el producto estrella de la firma, una raqueta de tenis de tamaño superior.
La compañía ha pertenecido a diferentes consorcios, y actualmente está controlada por Nautic Partners, una empresa de private equity con sede en Providence, en el estado de Rhode Island (Estados Unidos). 